# سيدني كروسبي
سيدني باتريك كروسبي ( 7 أغسطس 1987 ) هو لاعب هوكي جليد كندي محترف وكابتن فريق بيتسبرغ بنغوينز في دوري الهوكي الوطني.

## روابط خارجية
- سيدني كروسبي على موقع IMDb (الإنجليزية)
- سيدني كروسبي على موقع الموسوعة البريطانية (الإنجليزية)
- سيدني كروسبي على موقع إن إن دي بي (الإنجليزية)
- سيدني كروسبي على موقع قاعدة بيانات الفيلم (الإنجليزية)
- سيدني كروسبي على موقع دوري الهوكي الوطني (الإنجليزية)
- سيدني كروسبي على موقع قاعة مشاهير الهوكي (لاعب أن.إتش.أل) (الإنجليزية)
- سيدني كروسبي على موقع EliteProspects.com (الإنجليزية)
- سيدني كروسبي على موقع Eurohockey.com (الإنجليزية)
- سيدني كروسبي على موقع HockeyDB.com (الإنجليزية)
- سيدني كروسبي على موقع Hockey-Reference.com (الإنجليزية)
- سيدني كروسبي على موقع اللجنة الأولمبية الدولية (الإنجليزية)
- سيدني كروسبي على موقع أوليمبيديا (الإنجليزية)